# 彼得·盖德

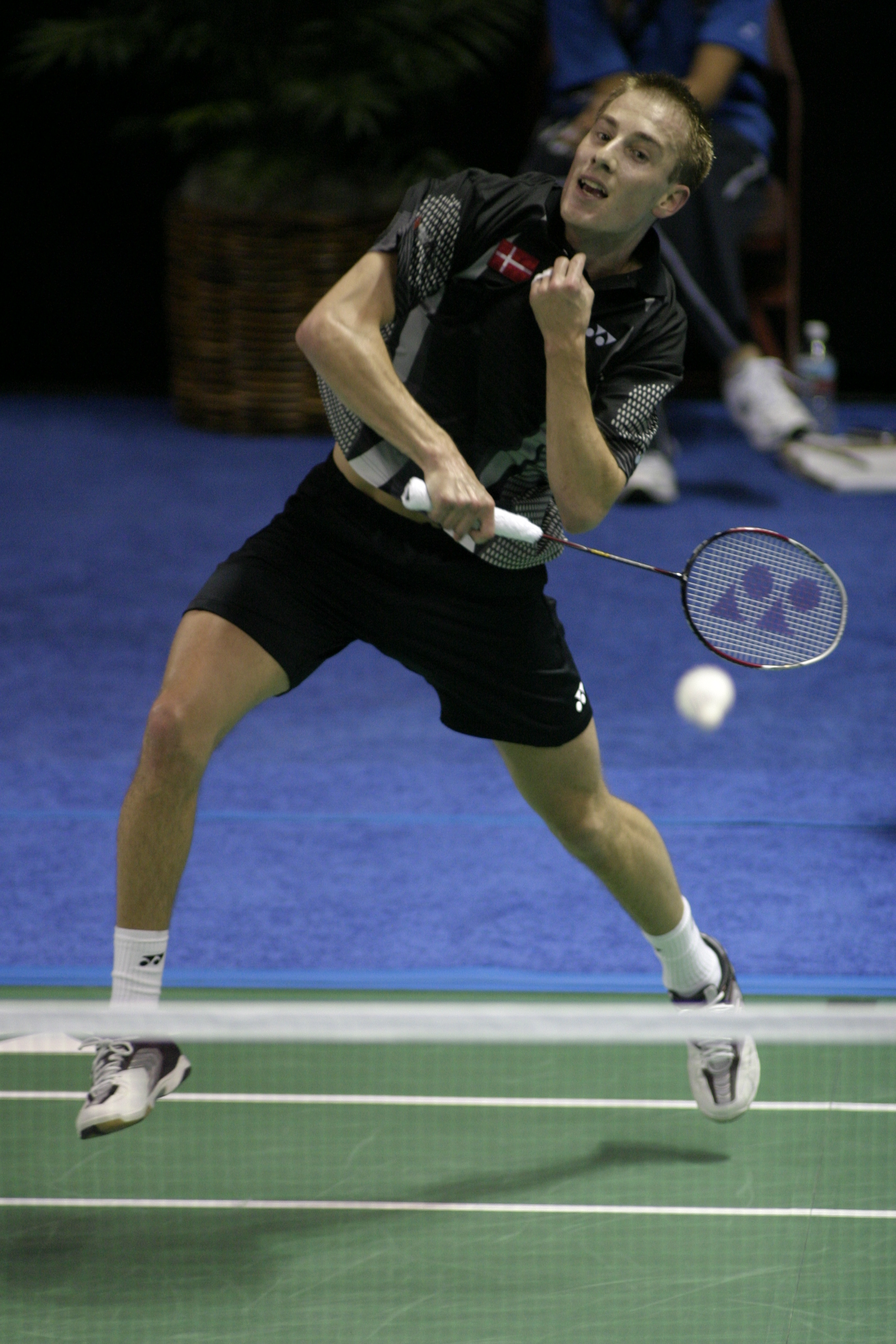
彼得·蓋德參加2005年在美國阿納海姆舉辦的世界羽毛球錦標賽。

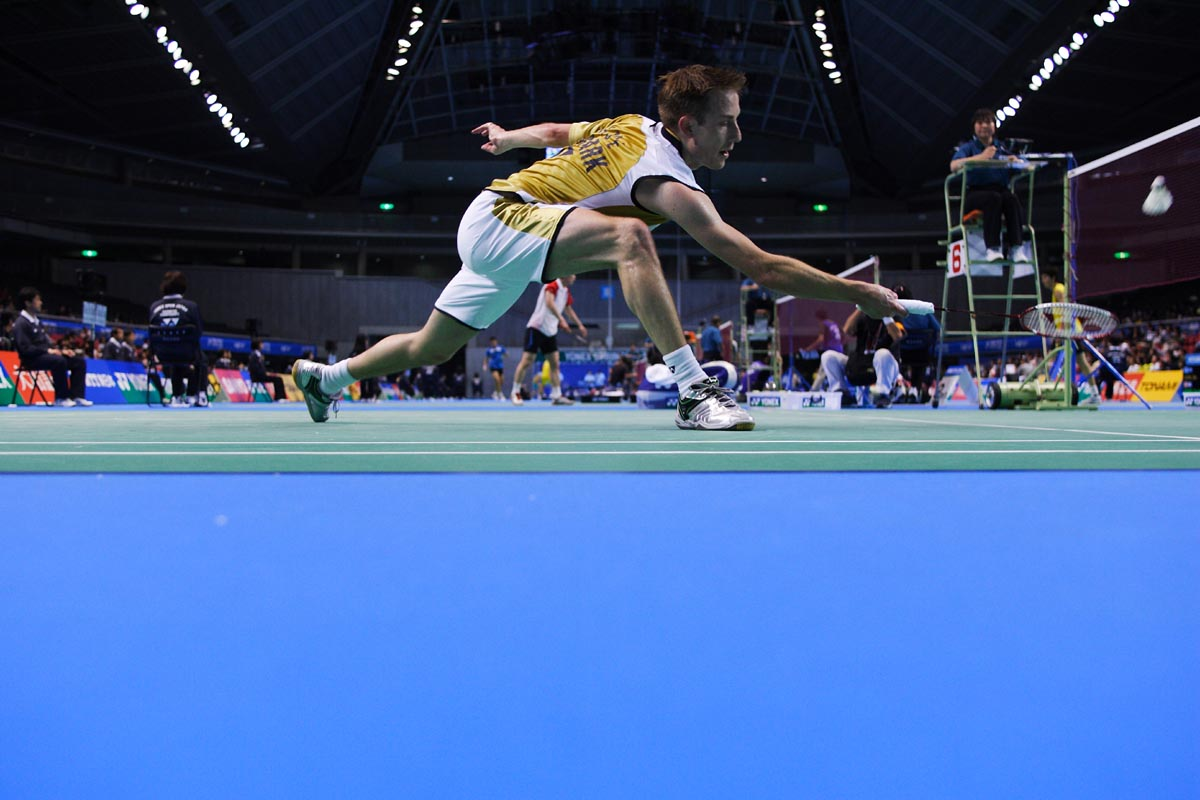
2009年，彼得·蓋德在日本東京舉辦的日本羽毛球公開賽。

彼得·盖德（丹麥語：Peter Gade，1976年12月14日—），丹麦退役男子羽毛球单打运动员，與印尼的陶菲克、中國的林丹和馬來西亞的李宗偉並稱國際羽壇「四大天王」。彼得·盖德剛出道時與另一名丹麥女子羽球運動員卡蜜拉·瑪汀被稱為丹麥的「金童玉女」，他的選手生涯之長冠絕當年羽壇，因此又被人稱為羽壇「常青樹」，並曾經締造連續62周排名世界第一的紀錄，但其職業生涯卻從未獲得一個世界冠軍稱號。於2012年底宣布退出世界羽壇，也是最早退出世界羽壇的四大天王。2015年起，蓋德開始在法國擔任教練，並先後擔任技術總監、主教練等職務。

## 運動生涯

### 早年
彼得·盖德曾是丹麦国内的羽毛球头号选手，他四岁开始学习羽毛球。
1994年，彼得·蓋德开始闯入国际羽坛，他赢得国内少年组男单和男双冠军，並曾獲得該年度世界青年羽毛球錦標賽男子雙打冠軍。1995年，在斯洛伐克尼特拉舉辦的歐洲青年羽毛球錦標賽獲得男單和男雙冠軍。1997年，他赢得丹麦羽毛球公开赛男单亚军，中华台北羽毛球公开赛男单冠军和香港羽毛球公开赛男单冠军。1998年，彼得·蓋德的排名來到世界第一，开始赢得多项公开赛冠军。1999年，彼得·蓋德在全英羽毛球公开赛决赛中，打败印尼羽毛球天才选手陶菲克，赢得自己第一个亦是唯一一個全英赛冠军。同年，他赢得世界羽毛球大獎賽總決賽男单冠军。

### 雪梨奧運四強
2000年悉尼奥运会开幕，彼得·盖德参加羽毛球男子单打比赛，这时彼得·盖德处于巅峰状态，世界排名第一。彼得·盖德在前四轮发挥出色，顺利进入半决赛，他在半决赛遇到中国选手吉新鹏，比赛一开始，吉新鹏以第一局15-9击败彼得·盖德，拿下第一局，第二局，彼得·盖德迅速调整状态，以15-1拿下第二局，决胜局，双方分数不断交替，最后吉新鹏以15-9击败彼得·盖德，进入决赛。铜牌争夺战中，彼得·盖德负于中国另一名选手夏煊泽，无缘登上奥运会领奖台，这是彼得·盖德的一大遗憾。

### 世錦賽亞軍及傷病停賽
2001年6月，彼得·盖德参加世界羽毛球锦标赛，顺利进入决赛，可是在决赛不敌印尼选手叶诚万，獲得亚军，同时，彼得·盖德因为伤病停赛两年。
2004年4月，彼得·盖德复出比赛，並且赢得欧洲羽毛球锦标赛冠軍。
2004年8月雅典奥运会期間，彼得·盖德再次参加男子羽毛球单打比赛，此時彼得·盖德已经28岁，过了巅峰期。他在8强被印尼羽毛球天才选手陶菲克淘汰，止步8強。此后彼得·盖德虽然年龄和体力不如当年，但他依旧继续参加比赛。

### 2005年世錦賽銅牌
2005年8月，盖德在世界羽毛球錦標賽準決賽，與中國的林丹大戰三局，在第三局領先5分的情況下，以1比2（9-15、15-13、11-15）落敗，獲得季軍。
2008年8月，彼得·盖德以31岁高龄参加北京奥运会羽毛球比賽男子單打項目，最終在8强被中国头号选手林丹以0比2（13-21、16-21）淘汰，再次止步8强。

### 2010年世錦賽銅牌
2010年，彼得·盖德依然活跃在球场上，此时的他在球场不是为了赢得冠军，而是享受羽毛球带给他的快乐。在这一年，他在马来西亚羽毛球公开赛输给了马来西亚名将李宗伟，赢得了亚军，並且在韩国羽毛球公开赛、全英羽毛球公开赛、新加坡羽毛球公开赛、瑞士羽毛球公开赛、日本羽毛球公开赛和法国羽毛球公开赛皆闖入四强，在世界羽毛球锦标赛四强時输给了陈金，獲得铜牌。
2011年1月，彼得·盖德在2010年世界羽聯超級系列賽總決賽男子单打决赛再次输给了马来西亚名将李宗伟，獲得亞軍。月底，他在韩国羽毛球公开赛八強賽中，以0比2（17-21、16-21）输给印尼选手西蒙·桑托索。
2011年3月，彼得·盖德全英羽毛球公开赛在16强对阵日本名将田儿贤一，在第二局落后7分情况下，逆转局面，以21-9、22-20战胜對手，但在8强对阵中国选手谌龙時被直落两局（12-21、12-21）击败，无缘四强。在之后的印度羽毛球公开赛和印尼羽毛球公开赛，彼得·盖德都在决赛输给了李宗伟。

### 2011年世錦賽四強
2011年8月，各国选手聚集英国伦敦伯明翰体育馆參加世界羽毛球錦標賽，彼得·盖德一路击败印尼选手西蒙·桑托索，越南选手阮进明，且每次比赛都是以三局击败对手，顺利进入前四强。在半决赛对阵中国选手林丹時，彼得·盖德最终以1比2（24-22、7-21、15-21）不敌林丹，无缘决赛。
在此后的中国羽毛球大师赛，日本羽毛球公开赛和丹麦羽毛球公开赛，他都在四强输给中国选手谌龙和马来西亚选手李宗伟，並在法国羽毛球公开赛、香港羽毛球公开赛、中国羽毛球公开赛和世界羽联超级系列赛总决赛都止步16强，8强和4强。

### 退役
2012年11月1日，彼得·盖德正式從羽毛球世界聯會註冊退役。
12月27日，盖德在哥本哈根羽毛球大師賽舉辦期間舉行個人退役表演賽，而和他並稱為羽毛球界四天王和主要對手的林丹在國內比賽結束後，特地來參加這場表演賽。表演賽最後，彼得·盖德以20-22、21-16、21-14戰勝林丹，為職業生涯畫下完美的謝幕，結束長達17年的選手生涯。

### 執教
2015年4月，彼得·盖德通過facebook透露，將從5月15日起出任法國隊教練，並簽下5年的合約。同年8月，彼得·盖德以法国队技术总监的身分帶隊參加世界羽毛球錦標賽。2016年5月，蓋德帶隊參加湯姆斯盃時，已經成為法國隊主教練。
2018年4月，彼得·蓋德在facebook宣布創辦以自己名字命名的羽毛球學院，目標是與各國代表隊、羽球協會、俱樂部及個別選手合作，為不同的選手需求提供方案，並將於同年6月1日正式營業。5月1日，蓋得結束在法國隊的教練職務。

## 技術特點
彼得·蓋德的以快速的進攻、流暢的步伐和不斷的壓迫著稱。他的假動作也相當具有創造力，招牌假動作受到廣泛地認可且有很高的成功率（以稱之為二次擊球的技巧將對手引誘至網前，並將球推送至後場）。隨著假動作的使用越來越多，彼得·蓋德開始嘗試以諸如轉換正手與反手的方式，達成更加難以想像的假動作擊球（使用對手預期的另一個拍面擊球，令球拍與羽毛球接觸時的角度完全不同）。

## 個人生活
彼得·盖德過往曾經和羽毛球運動員卡米拉·马尔廷相戀，其後二人分手。2003年，盖德因做膝关节手术進医院，其間認識了手球运动员卡米拉·豪埃格（丹麥語：Camilla Høeg），之后两人相恋结婚，蓋德也在姓名中加入了太太的姓氏「Høeg」。婚后，先後在2004年10月和2008年10月誕下娜娜（丹麥語：Nanna）和阿尔玛（丹麥語：Alma）。2012年，盖德與豪埃格離婚。
彼得·盖德除了羽毛球以外，也非常喜愛足球，他一直到12歲時才決定放棄足球，投入羽毛球接受職業訓練，但平時還是會和朋友一起踢足球。喜歡的球星是英格蘭隊的史蒂芬·傑拉德。

## 主要比賽成績
只列出曾進入準決賽的國際賽事成績：
| 年份   | 賽事                     | 公開賽級別 | 項目     | 成績   |
| ------ | ------------------------ | ---------- | -------- | ------ |
| 1998年 | 歐洲羽毛球錦標賽         | 其他       | 男子單打 | 冠軍   |
| 1999年 | 世界羽毛球錦標賽         | 其他       | 男子單打 | 季軍   |
| 2000年 | 歐洲羽毛球錦標賽         | 其他       | 男子單打 | 冠軍   |
| 2000年 | 奧林匹克運動會羽球比賽   | 其他       | 男子單打 | 第四名 |
| 2001年 | 世界羽毛球錦標賽         | 其他       | 男子單打 | 亞軍   |
| 2004年 | 全英羽毛球公開賽         | 不適用     | 男子單打 | 亞軍   |
| 2004年 | 歐洲羽毛球錦標賽         | 其他       | 男子單打 | 冠軍   |
| 2005年 | 世界羽毛球錦標賽         | 其他       | 男子單打 | 季軍   |
| 2006年 | 中國羽毛球大師賽         | 不適用     | 男子單打 | 亞軍   |
| 2006年 | 全英羽毛球公開賽         | 不適用     | 男子單打 | 準決賽 |
| 2006年 | 歐洲羽毛球錦標賽         | 其他       | 男子單打 | 冠軍   |
| 2006年 | 日本羽毛球公開賽         | 不適用     | 男子單打 | 準決賽 |
| 2007年 | 馬來西亞羽毛球超級賽     | 超級賽     | 男子單打 | 冠軍   |
| 2007年 | 瑞士羽毛球超級賽         | 超級賽     | 男子單打 | 準決賽 |
| 2007年 | 新加坡羽毛球超級賽       | 超級賽     | 男子單打 | 準決賽 |
| 2008年 | 韓國羽毛球超級賽         | 超級賽     | 男子單打 | 準決賽 |
| 2008年 | 新加坡羽毛球超級賽       | 超級賽     | 男子單打 | 準決賽 |
| 2008年 | 丹麥羽毛球超級賽         | 超級賽     | 男子單打 | 冠軍   |
| 2008年 | 法國羽毛球超級賽         | 超級賽     | 男子單打 | 冠軍   |
| 2008年 | 世界羽聯超級系列賽總決賽 | 首要超級賽 | 男子單打 | 亞軍   |
| 2008年 | 哥本哈根羽毛球大師賽     | 其他       | 男子單打 | 冠軍   |
| 2009年 | 馬來西亞羽毛球超級賽     | 超級賽     | 男子單打 | 準決賽 |
| 2009年 | 韓國羽毛球超級賽         | 超級賽     | 男子單打 | 冠軍   |
| 2009年 | 法國羽毛球超級賽         | 超級賽     | 男子單打 | 準決賽 |
| 2009年 | 香港羽毛球超級賽         | 超級賽     | 男子單打 | 亞軍   |
| 2009年 | 世界羽聯超級系列賽總決賽 | 超級賽     | 男子單打 | 準決賽 |
| 2010年 | 韓國羽毛球超級賽         | 超級賽     | 男子單打 | 亞軍   |
| 2010年 | 馬來西亞羽毛球超級賽     | 超級賽     | 男子單打 | 準決賽 |
| 2010年 | 全英羽毛球超級賽         | 超級賽     | 男子單打 | 準決賽 |
| 2010年 | 瑞士羽毛球超級賽         | 超級賽     | 男子單打 | 準決賽 |
| 2010年 | 歐洲羽毛球錦標賽         | 其他       | 男子單打 | 冠軍   |
| 2010年 | 新加坡羽毛球超級賽       | 超級賽     | 男子單打 | 準決賽 |
| 2010年 | 世界羽毛球錦標賽         | 其他       | 男子單打 | 季軍   |
| 2010年 | 日本羽毛球超級賽         | 超級賽     | 男子單打 | 準決賽 |
| 2010年 | 法國羽毛球超級賽         | 超級賽     | 男子單打 | 準決賽 |
| 2010年 | 哥本哈根羽毛球大師賽     | 其他       | 男子單打 | 冠軍   |
| 2010年 | 世界羽聯超級系列賽總決賽 | 超級賽     | 男子單打 | 亞軍   |
| 2011年 | 印度羽毛球超級賽         | 超級賽     | 男子單打 | 亞軍   |
| 2011年 | 印尼羽毛球首要超級賽     | 首要超級賽 | 男子單打 | 亞軍   |
| 2011年 | 世界羽毛球錦標賽         | 其他       | 男子單打 | 準決賽 |
| 2011年 | 中國羽毛球大師賽         | 超級賽     | 男子單打 | 準決賽 |
| 2011年 | 日本羽毛球超級賽         | 超級賽     | 男子單打 | 準決賽 |
| 2011年 | 世界羽聯超級系列賽總決賽 | 首要超級賽 | 男子單打 | 準決賽 |

| 2007-2017年 | 首要超級賽 | 超級賽 | 黃金大獎賽 | 大獎賽 | 國際挑戰賽 | 國際系列賽 | 未來系列賽 | 其他 |

1997年
- 德国羽毛球黄金大奖赛男单 冠军
- 台北羽毛球公开赛男单 冠军
- 香港羽毛球公开赛男单 冠军

1998年
- 日本羽毛球公开赛男单 冠军
- 瑞士羽毛球公开赛男单 冠军
- 丹麦羽毛球公开赛男单 冠军
- 马来西亚羽毛球公开赛男单 冠军

1999年
- 全英羽毛球公开赛男单 冠军
- 哥本哈根羽毛球大师赛男单 冠军
- 日本羽毛球公开赛男单 冠军
- 世界羽毛球大奖赛總決賽男单 冠军

2000年
- 韩国羽毛球公开赛男单 冠军
- 丹麦羽毛球公开赛男单 冠军
- 中华台北羽毛球公开赛男单 冠军
- 哥本哈根羽毛球大师赛男单 冠军

2001年
- 哥本哈根羽毛球大师赛男单 冠军
- 韩国羽毛球公开赛男单 冠军
- 世界羽毛球锦标赛男单 亚军

2002年
- 美国羽毛球公开赛男单 冠军
- 哥本哈根羽毛球大师赛男单 冠军

2004年
- 希腊奥林匹克运动会羽毛球男子单打比赛 8强
- 哥本哈根羽毛球大师赛男单 冠军

2005年
- 韩国羽毛球公开赛男单 冠军
- 哥本哈根羽毛球大师赛男单 冠军

2006年
- 新加坡羽毛球公开赛男单 冠军
- 哥本哈根羽毛球大师赛男单 冠军

### 奧運會和世錦賽參賽紀錄
|          | 2003 | 2004 | 2005 | 2006 | 2007 | 2008 | 2009 | 2010 | 2011 | 2012 |
| -------- | ---- | ---- | ---- | ---- | ---- | ---- | ---- | ---- | ---- | ---- |
| 男子單打 | 64強 | 8強  | 季軍 | 8強  | 8強  | 8強  | 8強  | 季軍 | 季軍 | 8強  |

## 主要對賽紀錄
彼得·盖德與主要對手的對賽成績如下：

| 對手               | 對賽次數 | 對賽結果 | 對賽結果 | 總計 |
| 對手               | 對賽次數 | 勝       | 負       | 總計 |
| ------------------ | -------- | -------- | -------- | ---- |
| 肯尼斯·喬納森      | 16       | 15       | 1        | +14  |
| Anders Boesen      | 7        | 7        | 0        | +7   |
| 簡·奧·約根森       | 7        | 4        | 3        | +1   |
| 彼得·拉斯姆森      | 6        | 6        | 0        | +6   |
| 波爾-埃里克·拉爾森 | 5        | 4        | 1        | +3   |
| 總計               | 41       | 36       | 5        | +31  |

| 對手          | 對賽次數 | 對賽結果 | 對賽結果 | 總計 |
| 對手          | 對賽次數 | 勝       | 負       | 總計 |
| ------------- | -------- | -------- | -------- | ---- |
| 李宗偉        | 21       | 2        | 19       | -17  |
| 林丹          | 20       | 3        | 17       | -14  |
| 陶菲克        | 16       | 8        | 8        | 0    |
| 西蒙·桑托索   | 15       | 11       | 4        | +7   |
| 黃綜翰        | 15       | 8        | 7        | +1   |
| 陳金          | 11       | 3        | 8        | -5   |
| 鮑春來        | 10       | 6        | 4        | +2   |
| 罗斯林·哈欣   | 10       | 5        | 5        | 0    |
| 迪基·帕爾亞瑪 | 9        | 8        | 1        | +7   |
| 陳郁          | 9        | 7        | 2        | +5   |
| 陳宏          | 9        | 6        | 3        | +3   |
| 佐佐木翔      | 8        | 8        | 0        | +8   |
| 馬克·茨維布勒 | 8        | 8        | 0        | +8   |
| 孫完虎        | 8        | 7        | 1        | +6   |
| 拉吉夫·歐斯夫 | 8        | 7        | 1        | +6   |
| 李炫一        | 8        | 4        | 4        | 0    |
| 阮進明        | 7        | 7        | 0        | +7   |
| 朴成奐        | 7        | 6        | 1        | +5   |
| 馬立夫·邁納基 | 7        | 5        | 2        | +3   |
| 陳鋒          | 7        | 5        | 2        | +3   |
| 夏煊澤        | 7        | 3        | 4        | -1   |
| 其他選手      | 453      | 391      | 62       | +329 |
| 總計          | 673      | 518      | 155      | +363 |

## 備註
1. ↑  往年總決賽都是在當年賽季尾聲12月份舉辦，但2010年12月份舉行英聯邦運動會和廣州亞運會，所以延到2011年1月5日至1月9日於台灣新北市新莊區新莊體育館舉行。

## 外部連結
- （英文）Peter Gade的Facebook專頁
- （英文）.   [2017-05-30]. （原始内容存档于2016-03-07）.
- （英文）.   [2017-05-30]. （原始内容存档于2013-04-29）.